# 「宗教と社会」学会
「宗教と社会」学会（「しゅうきょうとしゃかい」がっかい）は、宗教と社会をめぐる諸問題に関心をもつ研究者による学術組織である。1993年6月に設立され、宗教学、社会学、社会心理学、文化人類学（民族学）、民俗学、歴史学、精神医学などを専攻する研究者が所属する。機関誌は『宗教と社会』。